# أسامة السعداوي
أسامة حسن سعد السعداوي مهندس وريادي فلسطيني، شغل منصب وزير الدولة للريادة والتمكين في حكومة محمد اشتية، حاصل على درجة الماجستير في الهندسة المدنية.

## النشأة والتحصيل العلمي
وُلد أسامة السعداوي في مخيمات مدينة رفح جنوب قطاع غزة. وتلقى تعليمه فيها، ويعود أصله إلى قرية عاقر المدمرة في حرب 1948. درس الهندسة المدنية في جامعة بيرزيت وحصل منها على درجة البكالوريوس، ولاحقًا حصل على درجة الماجستير في الهندسة المدنية من الجامعة الإسلامية في غزة.

## مناصب
تقلد أسامة السعداوي عدة مناصب حيث شغل منصب مدير عام المجلس الفلسطيني للإسكان في قطاع غزة.

## وزير الريادة والتمكين
أدى أسامة السعداوي اليمين القانونية أمام الرئيس الفلسطيني محمود عباس وزيرً للريادة والتمكين في 13 أبريل 2019 في حكومة محمد اشتية واستمر حتى 31 مارس 2024.